# Pteris pellucida
Pteris pellucida är en kantbräkenväxtart som beskrevs av Presl. Pteris pellucida ingår i släktet Pteris och familjen Pteridaceae. Inga underarter finns listade.